# روبرت ويت
روبرت ويت (1714- 1766)، هو طبيب اسكتلندي ركز في عمله على المنعكسات اللاواعية والتهاب السحايا السلي وحصيات المثانة البولية والهستيريا، ويعتبر كتابه عن أمراض الجهاز العصبي أكثر أعماله المذكورة في الوقت الحالي. شغل ويت منصب رئيس كلية الأطباء الملكية في إدنبرة.

## الفيزيولوجيا العصبية
يعتبر روبرت ويت أحد أكثر علماء الفيزيولوجيا العصبية إنجازًا في عصره. بين ويت في أبحاثه أهمية الجهاز العصبي المركزي في الحركة، ولفت النظر إلى الفروق بين الأفعال الإرادية واللاإرادية، وأوضح مركبات منعكس الضوء داخل العين.

### الجهاز العصبي المركزي
عارضت نظريات ويت المتعلقة بالجهاز العصبي ودوره في الحركة العديد من الأفكار التي كانت سارية في القرن الثامن عشر. دعم العديد من علماء الفيزيولوجيا آنذاك نظرية الحركة لديكارت، والتي تفترض أن تقلص العضلات ناجم عن تنشيط سائل في الجهاز العصبي يدعى بسائل الأرواح الحيوانية. يعتقد علماء الفيزيولوجيا، كزميل ويت ألبرشت فون هالر مثلًا، أن العضلات قادرة على العمل بشكل مستقل عن الأعصاب. عارض ويت بشدة نظرية ديكارت، ونفى صراحةً مفهوم الأرواح الحيوانية. إضافةً لذلك، رفض ويت نظرية هالر موضحًا أن الحركة يجب أن تعتمد على الأعصاب المترابطة التي تؤدي إلى الدماغ أو النخاع الشوكي.
قرر ويت إثبات نظريته من خلال التجربة؛ إذ قام بتكرار تجربة ستيفن هايلز التي تتكون من اختبار استجابة أطراف الضفادع مقطوعة الرأس وفحصها. أدخل ويت في نسخته من التجربة سلكًا ساخنًا عبر النخاع الشوكي للضفدع مقطوع الرأس، ولاحظ ارتباط تخريب النخاع الشوكي للضفدع بعدم استجابة طرفه لأي شكل من أشكال الوخز أو القطع. في المقابل، عندما يبقى النخاع الشوكي سليمًا، كما حدث في تجربة هايلز، فإن الأطراف تستمر في الاستجابة للوخز والقطع. إضافةً إلى ذلك، أجرى ويت بعض التجارب لمعرفة ما إذا كانت الاستجابة ستبقى عندما تظل أجزاء معينة من النخاع الشوكي سليمة. أظهرت النتائج إمكانية حدوث استجابات صغيرة في الأطراف طالما بقيت أجزاء من النخاع الشوكي سليمة.
استنتج ويت من تجربته أن النخاع الشوكي مكون حاسم في تيسير عملية الاستجابة للمنبهات، ويعتبر استمرار الحركة بعد قطع الرأس دليلًا يدحض نظرية ديكارت حول الأرواح الحيوانية في العضلات. وبالمثل، فإن العلاقة بين النخاع الشوكي واستجابة الأطراف تدحض نظرية هالر للحركة. وصف مارشال هول حركة الاستجابة هذه لاحقًا بأنها فعل انعكاسي أو منعكس.

### الحركة الإرادية واللاإرادية
عارضت نظرية أخرى أفكار ويت في عصره، وهي المذهب الروحاني لشتال. قللت الروحانية من أهمية الدماغ والأعصاب في الحركة ونسبتها في الغالب إلى الروح. أقر ويت بوجود الروح وأهميتها، ولكنه بخلاف روحانية ستال، لا يوافق على تحكمها وحدها بالحركة. في عام 1745، نشر ويت بحث حول السبب الذي يعزز دوران السوائل في الأوعية الصغيرة للحيوانات، وفيه ذكر امتلاك الروح، ويشار إليها أيضًا باسم مصدر الإحساس، والجسد تأثير متساوي على الحركة، وبالتالي قد يتحكم كلاهما بالأفعال الإرادية واللاإرادية. تعبر الحركة الإرادية عن الحركة التي تبدأها إرادة الفرد، بينما تعتمد الحركة اللاإرادية على التحفيز المطبق على العضلة أو العصب الخاص بها.
شرح ويت أن الروح تعيش في آن واحد مع الجسد وتمنحه الحياة. في الدماغ، تقدم الروح الوعي الذي يمنحنا القدرة على التفكير، وفي العضلات، تملك الروح القدرة على إنتاج الحركة، بينما تمنحنا الروح في الأعصاب القدرة على الشعور. يستخدم ويت مصدر الإحساس لشرح العامل المسؤول عن الحركة لكنه لا يبحث، ولا يشعر بالحاجة إلى البحث، في الطريقة التي تؤثر فيها الروح على الجسد المادي.